# 양산 통도사 천왕문
양산 통도사 천왕문(梁山 通度寺 天王門)은 대한민국 경상남도 양산시 하북면, 통도사에 있는 목조건축 사찰건물이다.
1985년 11월 14일 경상남도의 유형문화재 제250호 통도사 천왕문으로 지정되었다가, 2018년 12월 20일 현재의 명칭으로 변경되었다.

## 개요
통도사는 선덕여왕 15년(646)에 자장율사가 지은 것으로 우리나라 3대 사찰 중 하나다.
하로전으로 들어가는 이 문은 고려 충숙왕 6년(1337)에 취암대사가 세웠다. 지금 있는 건물은 여러 차례 수리를 거쳐 조선 후기에 다시 지은 건물이다. 건물 좌우에는 동서남북을 다스리며 불법과 절을 보호하는 사천왕이 모셔져 있다.
문의 규모는 앞면 3칸·옆면 2칸으로 지붕은 옆면이 사람 인(人)자 모양인 맞배지붕으로 되어있다. 기둥 위에서 지붕을 받치는 공포는 아무런 장식 없이 네모난 나무로 만들었으며, 크기는 건물규모에 비해 작다.
통도사 사천왕문은 건물양식으로 보아 조선시대 말에 속하는 건물이다.

## 참고 문헌
- 이 문서에는 다음커뮤니케이션(현 카카오)에서 GFDL 또는 CC-SA 라이선스로 배포한 글로벌 세계대백과사전의 "《통도사 천왕문》" 항목을 기초로 작성된 글이 포함되어 있습니다.

## 같이 보기
- 통도사 - 경상남도 기념물 제289호
- 양산 통도사 관음전 - 경상남도 유형문화재 제251호
- 양산 통도사 불이문 - 경상남도 유형문화재 제252호

## 참고 자료
- 양산 통도사 천왕문 - 국가유산청 국가유산포털